# Апелдорн (футбольний клуб)
АГОВВ або просто «Апелдорн» (нід. Alleen Gezamenlijk Oefenen Voert Verder) — нідерландський футбольний клуб з однойменного міста. Заснований 25 лютого 2013 року. У сезоні 2019/20 років перша чоловіча команда клубу виступала в Дердеклассе.

## Історія

### Початки (1913–1954)
Клуб заснований 25 лютого 1913 року тітоталістами з AGOSV (нід. Apeldoornse Geheel Onthoudersvoetbalvereniging Steeds Voorwaarts), після того як члени товариства добряче напилися в неділю. Після вступу до футбольної асоціації Гелдерланда, змушений був змінити свою назву, оскільки існував ще один клуб під назвою «Стедс Ворвартс». Назву трансформували в АГОВВ (нід. Apeldoornse Geheel Verzouders Voetbalvereniging), яку можна перекласти як Футбольний клуб Апелдорн для прорізувачів зубів. Значення абревіатури змінили 1921 року на сучасну назву. AGOVV став нід. Alleen Gezamenlijk Oefenen Voert Verder (Тільки спільні заняття приносять нам далі).
У 1938 році АГОВВ дійшли до фіналу Кубку КНВБ, в якому програли ВСВ.
АГОВВ досяг найкращих результатів у сезонах 1941/42 та 1948/49 років, де вони виграли титул у дивізіоні східну зону Еерстеклассе та у чемпіонаті Першого класу (сьогодні відомий як Ередівізі), фінішувавши на третьому місці.

### Професіональна ера (1954–1971)
АГОВВ став професіональним клубом у 1954 році; одразу після того, як у Нідерландах легалізували професіональний футболі. Протягом декількох років починаючи з сезону 1956/57 років з перемінним успіхом виступав у Еерстеклассі та Еерстедивізі. Королівська футбольна федерація Нідерландів (КНВБ) з 1962 року сформувала футбольну піраміду з трьома дивізіонами: другий дивізіон Еерстедивізі та третій дивізіон Твідедивізі, а також вищий Ередивізі над ними; вищий дивізіон нідерландського футболу. АГОВВ здебільшого провів своє існування в нижчих регіонах цих рівнів та вилучений з професіонального футболу в 1971 році. Найвідомішими гравцями періоду професіонального футболу були воротар Юп Нізен, який згодом став головним редактором Voetbal International, і центральний нападник Сітце де Фріз.

### Повернення на аматорський рівень (1971–2002)

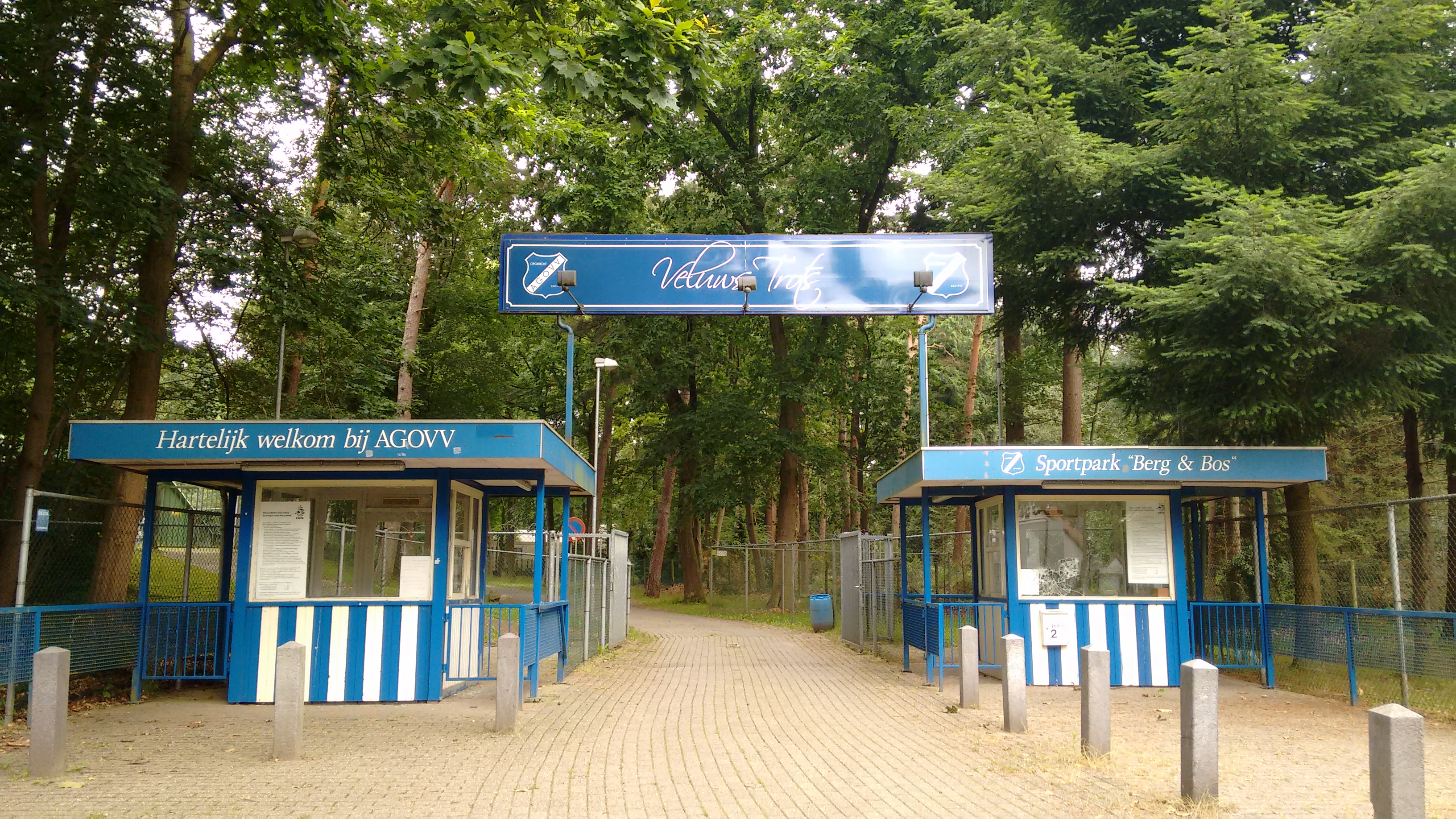
Вхід на «Спортпарк Берг-енд-Бос»

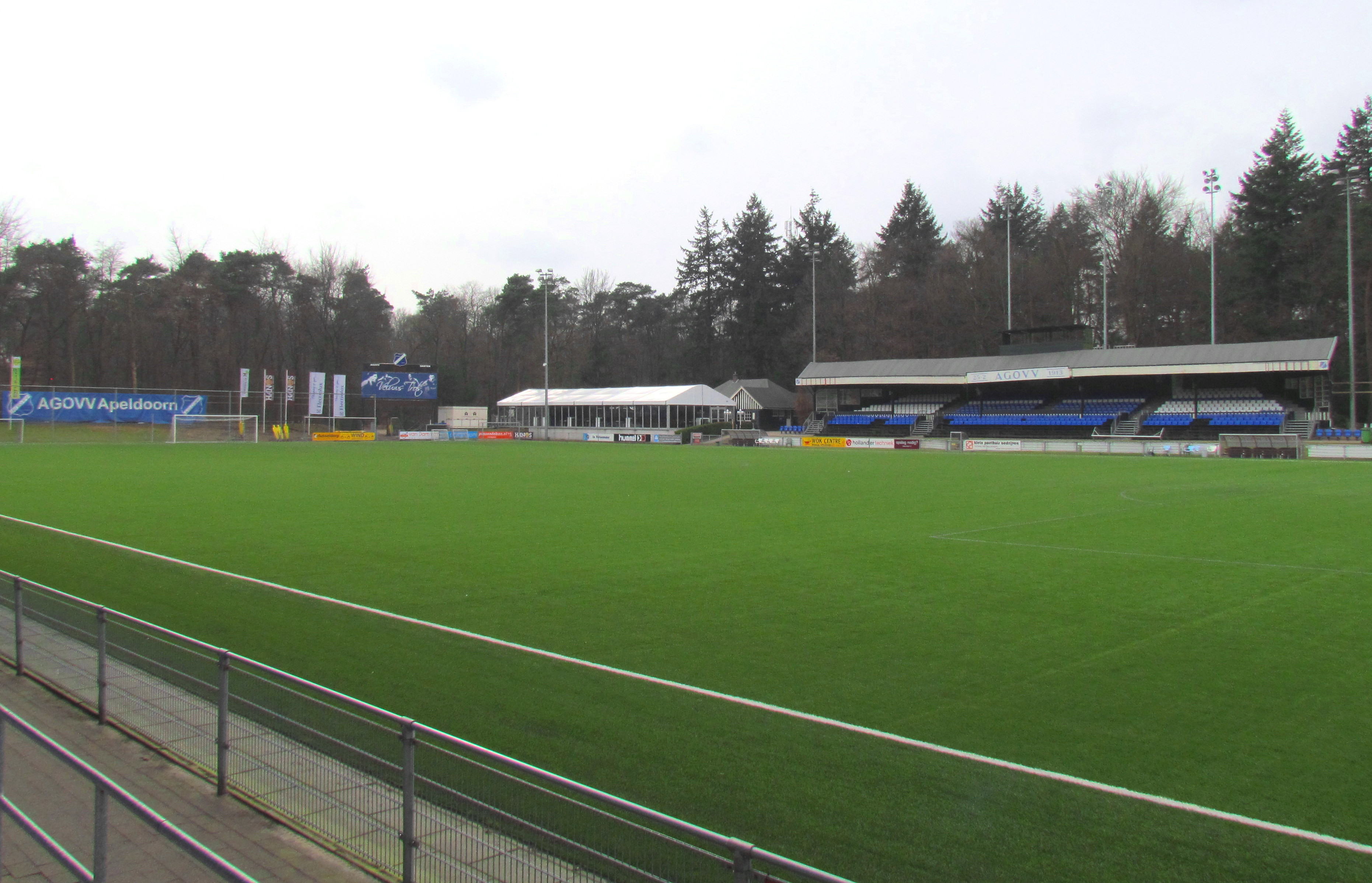
«Спортпарк Берг-енд-Бос»

У 1971 року клуб вийшов з професіонального футболу, оскільки КНВБ розпустив Твідедивізі. Ця ситуація спровокувала протести серед городян Апелдорна, але команда продоввжила виступати на аматорському рівні. З тих пір «Блакитні» протягом багатьох років намагалися повернутися до професіональних змагань. До речі, уніфікована стратегія для досягнення вище вказаної ціл розпочала реалізовуватися всерйоз лише в середині 80-их років, коли був представлений план політики, який спочатку повинен був забезпечити повернення АГОВВ на вершину аматорського футболу. Зрештою, це дало результати: наприкінці 90-их років клуб повернувся до вищого дивізіону аматорського чемпіонату та зосередився на професійному футболі.
У сезоні 2001/02 років АГОВВ став чемпіоном Гофдклассе Це під керівництвом менеджера Петера Боша, а згодом також виграв загальний аматорський чемпіонат Нідерландів. У 2003 році АГОВВ знову приєднався до професіонального футболу, а з 1 липня 2003 року для професіональної команди почав використовувати назву «АГОВВ Апелдорн». У сезоні 2003/04 років виступав в Еерстедивізі, другому дивізіоні чемпіонату Нідерландів.

### Другий період професіоналізму (2003–2013)
Повернувшись до професіонального футболу, у сезоні 2003/04 років колишній гравець національної збірної Джуррі Кулхоф призначений головним тренером клубу. Його наступник Стенлі Мензо, не мав необхідного тренерського диплому.. Після двох посередніх сезонів та непотрапляння до плей-оф за право підвищитися в класі, керівництво шукало новий підхід, і контракт з Кульхофом не продовжили. Менцо тепер отримав дипломом і був призначений головним тренером на сезон 2005/06 років. АГОВВ вперше виграв плей-оф з Менцо, але після завершення сезону він залишив клуб та перебрався у «Волендам». Наступником Мензо став Ріні Колен. Але по завершенні першої половини сезону 2006/07 років через погані результати звільнений з займаної посади. Сезон завершили два помічники тренера Роберто Кломп та Марко Герінг, але не без жодного успіху: АГОВВ фінішував останнім у турнірній таблиці чемпіонату.
Джон ван ден Бром отримав 3-річний контракт на посаду головного тренера команди. Фініш на 6-му місці чемпіонату в сезоні 2009/10 років став найкращим результатом після повернення АГОВВ до професіонального футболу, також команда востаннє зіграла в плей-оф за право підвищитися в класі. По завершенні сезону 2009/10 років Ван ден Бром перейшов до «АДО Ден Гаг», незважаючи на ще діючий однорічний контракт; а новим головним тренером команди став Ганс де Кьонінг. Оскільки АГОВВ і Де Конінг не змогли домовитись про новий контракт по завершенні сезону 2010/11 років, новим головним тренером став Ганс ван Арум з «Вітессе»; його перша робота на посаді головного тренера. Ван Арума відсторонили від відповідальності з «міркувань безпеки» в останній грі наступного сезону, 2011/12 років. АГОВВ вдалося уникнути останнього місця в чемпіонаті лише завдяки тому, що з «Еммена» зняли шість очок через фінансові порушення . Андріса Улдерінка призначили головним тренером на сезон 2012/13 років.

### Банкрутство (2012–2013)
Керівництво АГОВВ планувало побудувати новий стадіон на 6000 глядачів біля південно-західних воріт Апелдорна. Іншою можливістю був викуп муніципалітетом Апелдорна існуючого сайту, який був проданий АГОВВ у 1999 році, після чого футбольний клуб став виключно орендарем. У березні 2012 року виявилося, що АГОВВ вважає запропоновану ціну занадто низькою. Також клуб мав намір від'єднати професіональну команду АГОВВ від аматорського спорту, щоб створити новий професіональний футбольний клуб у спортивному парку Малькенсхотен, в якому інтенсивно співпрацював би з аматорським футболом в Апелдорні, включаючи незалежні аматорські клуби АГОВВ, «Апельдорнс Бойс» та інші.
Однак ці та інші майбутні плани стали вкрай невизначеними через податковий борг на суму понад 400 000 євро. Податкові органи подали заяву про банкрутство у грудні 2012 року. На початку січня 2013 року дисциплінарний комітет КНВБ зняв з клубу два очки у зв'язку з фінансовими проблемами. Внаслідок цього АГОВВ опустився з одинадцятого на чотирнадцяте місце в таблиці ліги. 8 січня АГОВВ заочно оголошений банкрутом. Професіональну команду АГОВВ офіційно оголосив банкрутом 11 січня 2013 року, коли від імені його ради оголосили, що банкрутство підтвердили, а команда виведена з ліги. Вболівальники провели черговий збір коштів для свого клубу, проте це було марно. Вдалося зібрати лише 20 000 євро .
Через банкрутство професіональної команди аматорська команда також опинилася у важкому фінансовому положенні. У лютому 2013 року податківці дали клубу два тижні для погашення простроченої заборгованості. Аматорську команду врятували зовнішні інвестори. Також вдалося зберегти Спортпарк Берг і Бос.

### Новий початок (2013—наш час)
Аматорська секція АГОВВ продовжила своє існування після банкрутства. Починаючи з сезону 2013/14 років, АГОВВ перейшов з Недільної команди на суботній футбол. Команда стартувала у суботній Вердеклассе Б, дев'ятому рівні нідерландського футболу. У суботній Вердеклассе провів один сезон, після чого підвищився до суботньої Дердеклассе Б. У 2016 році АГОВВ виходить до суботньої Тведеклассе G. Спільна молодіжна академія з Вітессе припинила існування, а це означало, що клуб зазнав різкого падіння членства в юнацькому футболі. З тих «Апелдорну» вдалося створити команди U-7, U-9 та U-19.
У фінансовому плані результати клубу також покращилися. Заборгованість зменшилася з 600 000 до 420 000 євро. Реконструкція дерев'яних трибун на «Спортпарк Берг-енд-Бос» також завершилася й 20 серпня 2016 року олдермен Детлев Чессо урочисто відкрив стадіон. Починаючи з сезону 2020/21 років АГОВВ виступає у Дердеклассе, восьмому дивізіоні у систем футбольних ліг Нідерландів.

## Досягнення
- Кубок Нідерландів
  -  Фіналіст (1): 1938

## Статистика виступів у національних змаганнях
У таблиці, наведеній нижче, вказана статистика виступів АГОВВ з моменту запровадження професіонального футболу в Нідерландах 1956 року.
| Результати виступів у національних змаганнях з 1956 року | Результати виступів у національних змаганнях з 1956 року | Результати виступів у національних змаганнях з 1956 року | Результати виступів у національних змаганнях з 1956 року | Результати виступів у національних змаганнях з 1956 року |
| Національний чемпіонат                                   | Місце в чемпіонаті                                       | Кваліфікація до                                          | Сезон у кубку Нідерландів                                | Результат у кубку                                        |
| -------------------------------------------------------- | -------------------------------------------------------- | -------------------------------------------------------- | -------------------------------------------------------- | -------------------------------------------------------- |
| Еерстедивізі 2011–12                                     | 17-те                                                    | –                                                        | 2011–12                                                  | другий раунд                                             |
| Еерстедивізі 2010–11                                     | 15-те                                                    | –                                                        | 2010–11                                                  | четвертий раунд                                          |
| Еерстедивізі 2009–10                                     | 6-те                                                     | плей-оф за підвищення/вибування: без підвищення          | 2009–10                                                  | другий раунд                                             |
| Еерстедивізі 2008–09                                     | 11-те                                                    | –                                                        | 2008–09                                                  | третій раунд                                             |
| Еерстедивізі 2007–08                                     | 18-те                                                    | –                                                        | 2007–08                                                  | 1/8 фіналу                                               |
| Еерстедивізі 2006–07                                     | 20-те                                                    | –                                                        | 2006–07                                                  | другий раунд                                             |
| Еерстедивізі 2005–06                                     | 10-те                                                    | плей-оф за підвищення/вибування: без підвищення          | 2005–06                                                  | третій раунд                                             |
| Еерстедивізі 2004–05                                     | 10-те                                                    | –                                                        | 2004–05                                                  | другий раунд                                             |
| Еерстедивізі 2003–04                                     | 10-те                                                    | –                                                        | 2003–04                                                  | другий раунд                                             |
| Тведедивізі 1970–71                                      | -те                                                      | повернення до аматорського футболу                       | 1970–71                                                  | перший раунд                                             |
| Тведедивізі 1969–70                                      | 15-те                                                    | –                                                        | 1969–70                                                  | 1/8 фіналу                                               |
| Тведедивізі 1968–69                                      | 17-те                                                    | –                                                        | 1968–69                                                  | перший раунд                                             |
| Тведедивізі 1967–68                                      | 17-те                                                    | –                                                        | 1967–68                                                  | груповий етап                                            |
| Тведедивізі 1966–67                                      | 21-ше                                                    | –                                                        | 1966–67                                                  | не брав участі                                           |
| Тведедивізі 1965–66                                      | 11-те (група А)                                          | –                                                        | 1965–66                                                  | груповий етап                                            |
| Тведедивізі 1964–65                                      | 2-ге (група А)                                           | плей-оф за підвищення в класі: без підвищення            | 1964–65                                                  | перший раунд                                             |
| Тведедивізі 1963–64                                      | 8-ме (група Б)                                           | –                                                        | 1963–64                                                  | перший раунд                                             |
| Тведедивізі 1962–63                                      | 2-ге (група А)                                           | плей-оф за підвищення в класі: без підвищення            | 1962–63                                                  | перший раунд                                             |
| Еерстедивізі 1961–62                                     | 8-ме (група А)                                           | Тведедивізі (вибування)                                  | 1961–62                                                  | ?                                                        |
| Еерстедивізі 1960–61                                     | 16-те (група А)                                          | –                                                        | 1960–61                                                  | ?                                                        |
| Еерстедивізі 1959–60                                     | 9-те (група Б)                                           | –                                                        | не відбувся                                              | не відбувся                                              |
| Еерстедивізі 1958–59                                     | 3-тє (група A)                                           | –                                                        | 1958–59                                                  | ?                                                        |
| Еерстедивізі 1957–58                                     | 14-те (група А)                                          | –                                                        | 1957–58                                                  | ?                                                        |
| Еерстедивізі 1956–57                                     | 15-те (група Б)                                          | –                                                        | 1956–57                                                  | ?                                                        |

## Юнацька академія «Вітессе»/АГОВВ
Юнацька академія «Вітессе»/АГОВВ офіційно заснована 2005 року після того як молодіжні академії АГОВВ та «Вітессе» об’єдналися. Новостворена академія отримала офіційний статус регіональної молодіжної академії від КНВБ і базувалася на структурі колишньої молодіжної академії «Вітессе», з додаванням різних юних гравців та співробітників АГОВВ. Співпраця між АГОВВ та «Вітессе» припинилася в липні 2013 року, й академія продовжувала діяти виключно як молодіжна академія «Вітессе».

## Відомі гравці
- Петер Бош
- Раймонд ван дер Гау
- Маук Вебер
- Пауль Вергах
- Томас Літьєнс
- Стенлі Мензо
- Роберт Руст
- Клас-Ян Гунтелар
- Жеремі Бокіла
- Рамон Левін
- Едгар Манучарян
- Дріс Мертенс
- Тіба Кадзухіко
- / Насер Шадлі

## Відомі тренери
- Петер Бош
- Джон ван ден Бром
- Стенлі Мензо